# Dźjesztha (nakszatra)
Dźjesztha (dewanagari ज्येष्ठा, trl. Jyeśṭhā, ang. Jyeshtha) – osiemnasta nakszatra, rezydencja księżycowa. Termin używany w astrologii dźjotisz do określenia części zodiaku, która położona jest w znaku Skorpiona. Odpowiada jej gwiazda Antares. Symbolem Dźjeszthy jest kolczyk lub okrągły talizman ochronny, który jest związany z władcą bogów – Indrą.